# Kalamsé
Le kalamsé, aussi appelé sàmòmá, est une langue gur parlée au Burkina Faso et au Mali par plus de 12 000 personnes en 2009.